# ديريك ماكجيل
ديريك ماكجيل (بالإنجليزية: Derek McGill)‏ هو لاعب كرة قدم بريطاني في مركز الهجوم، ولد في 14 أكتوبر 1975 في لانارك ‏ في المملكة المتحدة. لعب مع بورت فايل وريث روفرز ونادي فالكيرك وهاميلتون أكاديميكال.

## وصلات خارجية
- ديريك ماكجيل على موقع Soccerbase.com (لاعب) (الإنجليزية)